# Ayu Lateh
Ayu Lateh (thailändisch อายุ ลาเต๊ะ; * 11. Juni 1997) ist ein thailändischer Fußballspieler.

## Karriere
Ayu Lateh steht seit mindestens 2021 beim Lampang FC unter Vertrag. Wo er vorher gespielt hat, ist unbekannt. Der Verein aus Lampang spielte in der zweiten thailändischen Liga, der Thai League 2. Sein Zweitligadebüt für Lampang gab er am 14. Februar 2021 im Auswärtsspiel beim Kasetsart FC. Hier wurde er nach der Halbzeitpause für Todd Ferre eingewechselt. Für Lampang absolvierte er zehn Zweitligaspiele. Zu Beginn der Saison 2021/22 wechselte er nach Rayong zum Erstligaabsteiger Rayong FC. Für Rayong bestritt er 15 Zweitligaspiele. Ende Juli 2022 wechselte er in die dritte Liga, wo er sich dem Jalor City FC anschloss. Mit dem Verein aus Yala trat er in der Southern Region der Liga an. Für Yala bestritt er neun Ligaspiele. Im Sommer 2023 wurde sein Vertrag nicht verlängert. Wo er von Sommer 2023 bis Ende 2024 gespielt hat, ist unbekannt. Im Januar 2025 nahm ihn sein ehemaliger Verein Yala City FC, ehemals Jalor City FC, wieder unter Vertrag.